# Likovna umjetnost
Likovna umjetnost (plastična umjetnost, prostorna umjetnost) je umjetnost koja kao oblik komuniciranja koristi likovni jezik. Ona je dio općeg svijeta umjetnosti kojemu pripadaju još: književnost, glazba, ples, gluma, film, i ostale umjetnosti.  
| portal: likovna umjetnost | portal: likovna umjetnost |

## Likovni jezik
Dok se književnost izražava pomoću riječi, glazba pomoću zvuka, ples pokretom, likovna umjetnost se izražava oblicima (crtom, bojom i volumenom). Oblik – lik, otuda toj umjetnosti i ime. Imaju i drugi naziv - plastične umjetnosti (naglašava opipljivost ovih umjetnosti), a još ih zovu i prostorne umjetnosti (čime se naglašava da se likovne umjetnosti izražavaju u prostoru, za razliku npr. glazbe koja se izražava u vremenu). Prema tome, gledati u likovnom smislu znači isto što u književnom smislu znači – čitati. A svrha likovne kulture je u tome da upućuje u likovno čitanje slike, kipa ili građevine.
Likovni oblici imaju svoj smisao koji se može pročitati poznavanjem likovnog jezika. Likovni jezik se može spoznati dijelom racionalno (umno), a dijelom likovnom intuicijom. Mi možemo govoriti samo o objektivnom i formalnom dijelu - racionalnom, dok drugi dio - iracionalni, subjektivni,  pripada svijetu pojedinca. Strukturu likovnog jezika ne čine slova, riječi, kao u konvencionalnom jeziku, nego likovni elementi: 
Kompozicija opet ima svoje elemente po kojima se likovni elementi slažu u skladnu cjelinu. 
Likovne umjetnosti prema sredstvima izražavanja dijelimo na: crtež, grafiku i slikarstvo (koje su vezane za plohu) i kiparstvo i arhitekturu (koje su u prostoru).
Pored ovih postoje samostalne ljudske djelatnosti koje su nedvojbeno usko vezane za likove umjetnosti kao:
- Urbanizam
- Primijenjene umjetnosti
- Dizajn
- Fotografija
- Film

## Crtež
Crtež je grafički prikaz oblika na nekoj površini. U širem smislu, slika predmeta ili pojava, rađena pomoću grafičkih sredstava linijom, znakom, mrljom, točkom. Kombinacijom čistih linija, spajanjem crta i mrlja, kontrastom crnog i bijelog, efektom svijetla i sjene postiže se linearnost i plastičnost (trodimenzionalnost) crteža. Crtež je način izražavanja koji je stariji od pisane riječi.
Tehnike koje se koriste pri stvaranju crteža nazivaju se crtačke tehnike.

## Slikarstvo
Slikarstvo je likovna umjetnost oblikovanja plohe bojom (sve što nastaje umjetničkim slikanjem). Slikanje je postupak gdje se nečim nanosi mješavina pigmenta i ljepila na podlogu (plohu) stvara slika. 
Plohe i tehnike slikanja su različite: npr. plohi zida odgovara tehnika freske, drvenoj ploči ili platnu – tempera, uljene boje, papiru – akvarel, tempera, gvaš, itd.
Slikarstvu je pretpostavka crtež, a osnovno izražajna sredstva su mu boja i ploha (likovna umjetnost). No, za razliku od fotografije, slikar ima veću slobodu oblikovanja i likovnog izražavanja, tj. može mijenjati oblik i boju svakog lika, prostora ili njihove odnose, pa čak i stvarati iz mašte ono što ne postoji.

## Kiparstvo
Kiparstvo (lat. sculpere = klesati) likovna umjetnost oblikovanja volumena u prostoru. Kipar je umjetnik koji se bavi kiparstvom i njegov zadatak je da oblikuje (modelira) materijal s kojime radi, kao što su glina, kamen i sl. Kiparstvo je trodimenzionalna umjetnost te se stoga naziva i prostorno-plastičko oblikovanje.
Kakve će oblike kipar stvarati ovisi o materijalu koji može biti savitljiv i rastezljiv – kao što su glina, plastelin, vosak, koji dopuštaju da se obliku dodaje i oduzima, dok primjerice drvo, kamen ili bjelokost, zbog krutosti građe, omogućuju samo oduzimanje. 
U kiparstvu postoji više različitih kiparskih tehnika.
Osnovni likovni elementi u kiparstvu su volumen (oblik) i prostor, s obzirom na to da kipar pri oblikovanju skulpture automatski oblikuje i prostor. Drugi likovni elementi koje kipar može koristiti i različito kombinirati su crta, ploha (likovna umjetnost), boja i površina.
Kiparska ili skulpturalna djela dijele se na:
- punu plastiku
- reljef /visoki, niski, udubljeni

## Arhitektura
Arhitektura je umjetnost oblikovanja prostora volumenom. Ona je likovna umjetnost koja ima praktičnu namjenu – zaštita od prirodnih nepogoda (kiša, vjetar, snijeg …), hladnoće ili vreline. Građevina izvana tvori volumen (kao skulptura), dakle ima raspored i odnos masa, odnos punog i praznog, zatvorenog i otvorenog, svojstva građe, osobitosti obrade površina, obojenost itd. Uz tri dimenzije – širinu, visinu i dubinu, arhitektura uključuje i četvrtu dimenziju – vrijeme, tj. kretanje potrebno da se arhitektura "doživi" sa svih strana, iznutra i izvana! Osobit je i prostor unutrašnjosti arhitekture koji je potrebno promatrati neodvojeno od vanjskog omotača.

## Vanjske poveznice
- AHDS Visual Arts[neaktivna poveznica] - digitalni izvori za likovnu umjetnost.
- ArtLex - online rječnik pojmova iz likovne umjetnosti na engleskom.
- Art History Timeline  Arhivirana inačica izvorne stranice od 6. siječnja 2009. (Wayback Machine) iz Metropolitan muzeja u New Yorku.
- Razlikovanje umjetnosti od umijeća  Arhivirana inačica izvorne stranice od 26. rujna 2007. (Wayback Machine) - esej. (PDF)